# Dienstgewicht

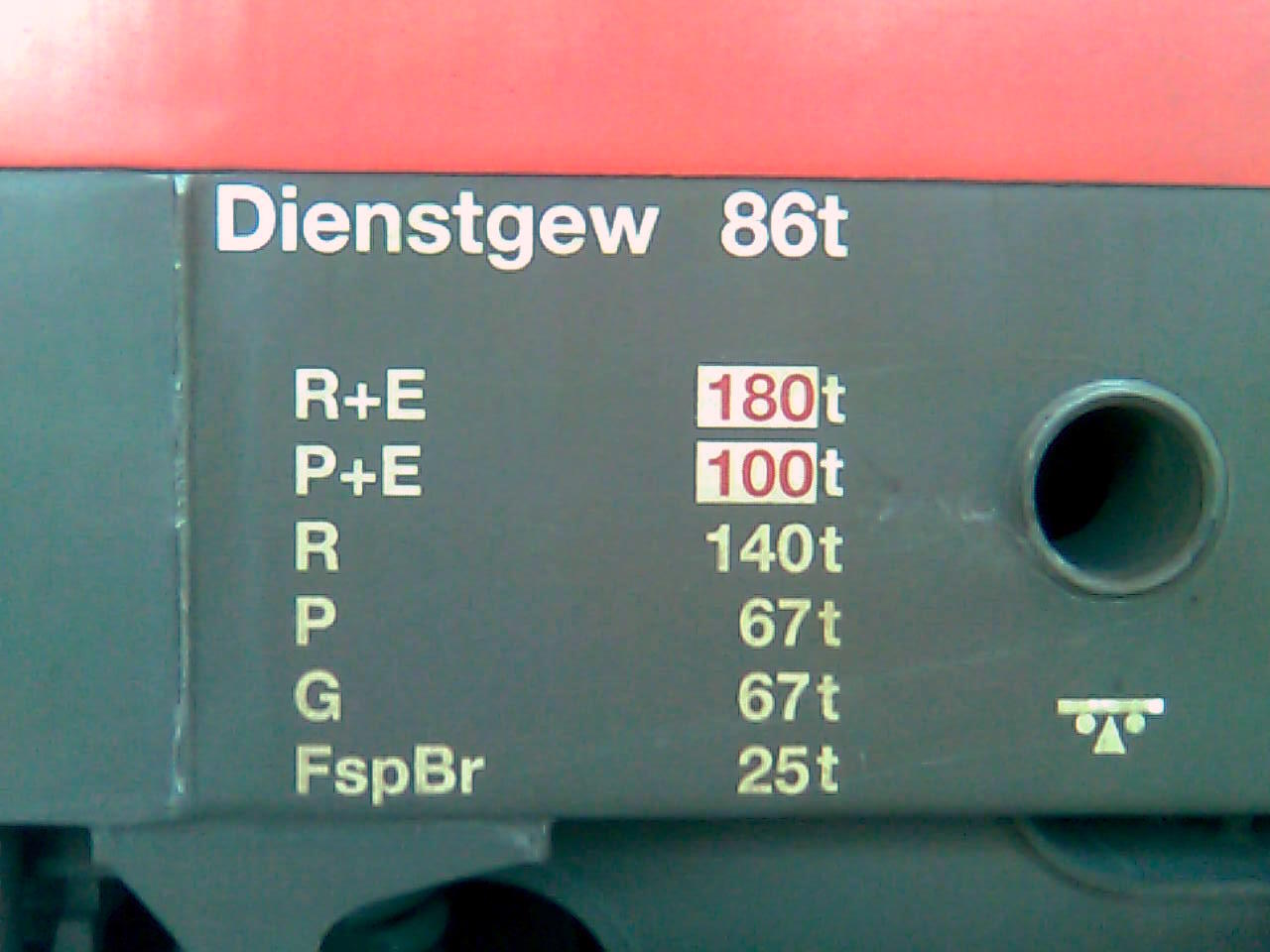
Information zum Dienstgewicht einer österreichischen Elektrolokomotive

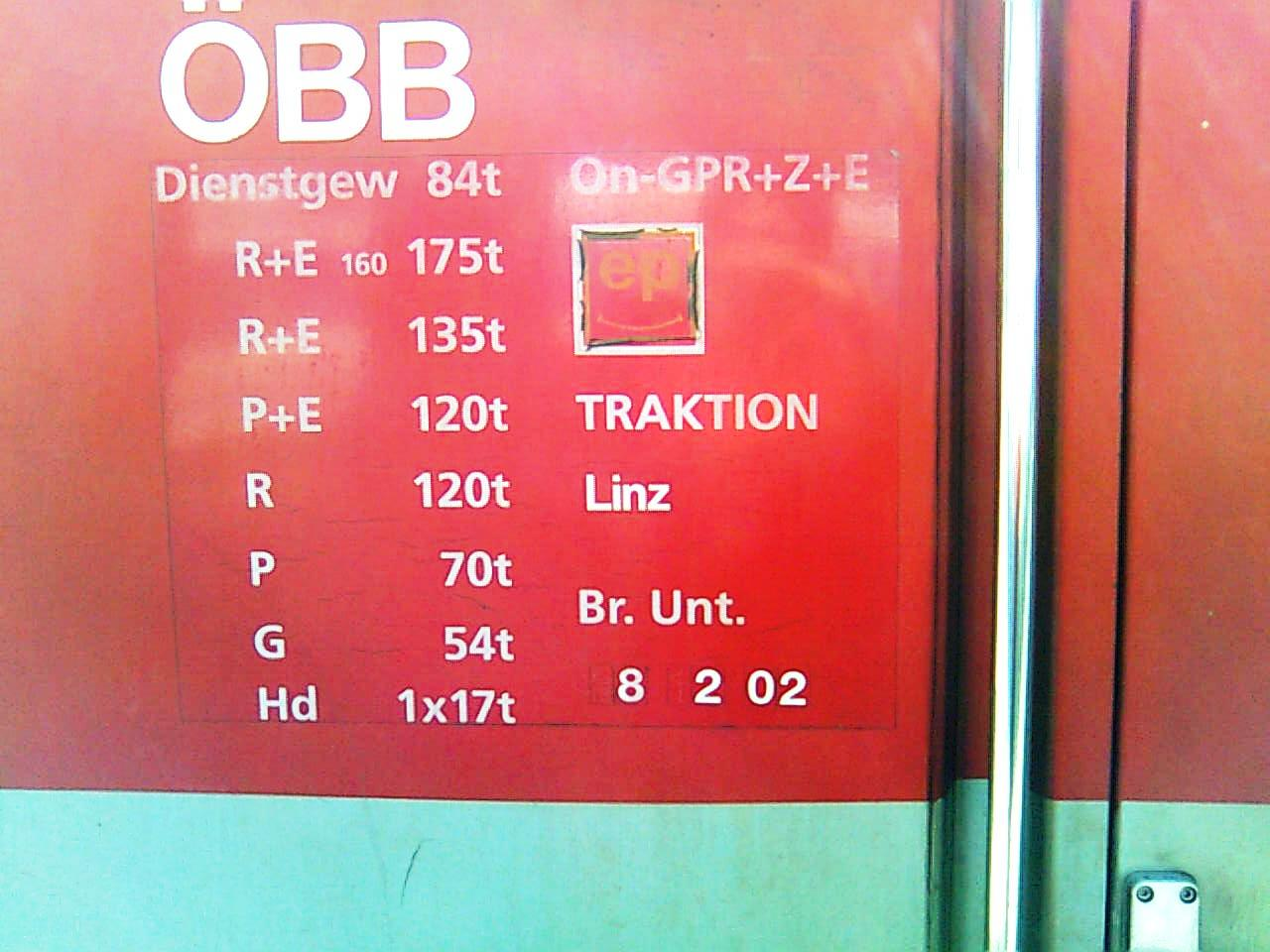
Information zum Dienstgewicht einer weiteren ÖBB-Elektrolokomotive

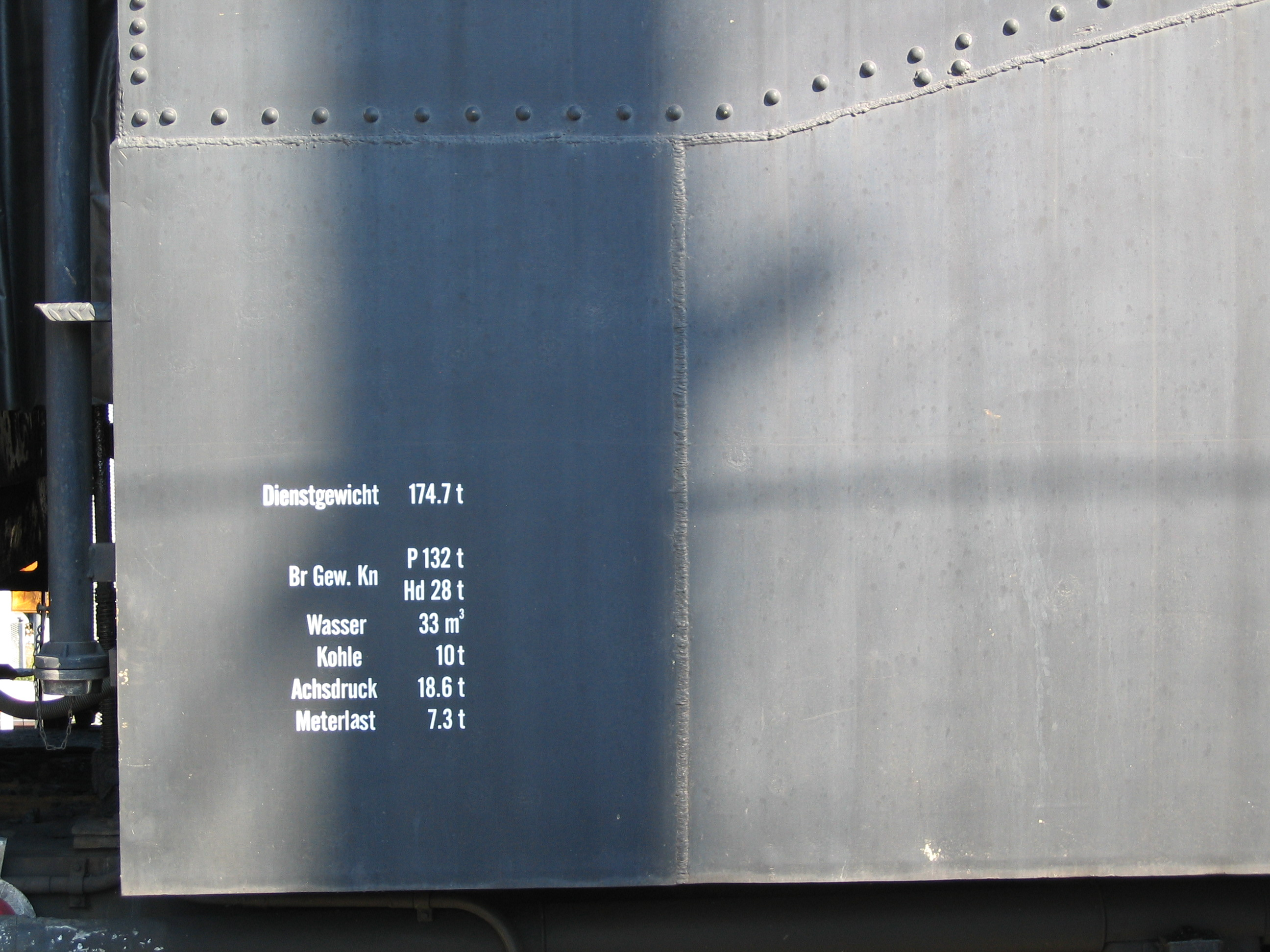
Dienstgewicht-Angabe auf einem Schlepptender

Das Dienstgewicht (in Deutschland Dienstmasse) ist die Eigenmasse eines Schienenfahrzeugs zuzüglich eines Anteils der Betriebsstoffvorräte und der Personalmasse. Die gerundete Dienstmasse ist bei Lokomotiven, Triebwagen und Reisezugwagen anzuschreiben.
Da sich die Betriebsstoffvorräte während des Betriebseinsatzes verringern, werden diese nur anteilig in die Dienstmasse eingerechnet. Zu den Betriebsstoffen zählen neben den Kraftstoffen auch Heizstoffe, Sand für die Sandstreueinrichtung, Trink- und Brauchwasser. Zum Dienstgewicht werden in der Regel mit ⅔ der Masse der vollen Betriebsstoffvorräte gerechnet. Die Personalmasse wird mit 80 kg je für die Führung und zum Betrieb des Fahrzeugs benötigten Bediensteten angenommen.
Gegebenenfalls eingesetzte Ballaste zählen zur Eigenmasse der Schienenfahrzeuge.
Für Lokomotiven entspricht die Dienstmasse der Gesamtmasse. Da sich die Betriebsstoffvorräte während der Fahrt verringern, ist dies ein theoretischer Wert. Dennoch wird dieser Wert für verschiedene Berechnungen (z. B. Bremsrechnung) eingesetzt. Als einzeln stehende Bezeichnung wird Dienstgewicht vor allem bei Diesel- und Elektrolokomotiven angewendet. Bei Dampflokomotiven ist eine isolierte Dienstgewichtangabe eher unüblich. Da hier das Dienstgewicht zu stark wechselt, wird zusätzlich mit – meist prozentualen – Gewichtsangaben der Vorräte gearbeitet (Dienstgewicht bei vollen Vorräten, Dienstgewicht bei halben Vorräten usw.).
Bei Trieb- und Reisezugwagen wird bei der Berechnung der Gesamtmasse nach DIN 25008 ein pauschaler Massenzuschlag angenommen. Diese Gesamtmasse ist ebenfalls anzuschreiben. Bei Fahrzeugen zur Güterbeförderung (Güterwagen, Gütertriebwagen) errechnet sich die Gesamtmasse aus der Dienstmasse zuzüglich der Nutzmasse. Die Nutzmasse ergibt sich aus der für die Bauart bestimmten maximalen Zuladung, welche jedoch aufgrund von befahrenen Streckenklassen eingeschränkt werden kann. Die für die jeweilige Streckenklasse und Geschwindigkeit zulässige Nutzlast ist im Lastgrenzenraster anzuschreiben.
Das Dienstgewicht ist oft ein wichtiger Faktor bei der Ausschreibung von Fahrzeugen, denn mit ihm hängt die mögliche Radsatzlast bzw. das Reibungsgewicht zusammen. Das Reibungsgewicht ist gerade bei Adhäsionsfahrzeugen ein wichtiger Wert, da die maximal mögliche Anfahrzugkraft heute in der Regel von der Haftreibung beschränkt wird und nicht mehr von der Lokomotivleistung. Bei einigen Fahrzeugserien ist es möglich, durch Einfügen von Ballast ein unterschiedliches Dienstgewicht zu erreichen. In der Regel wird versucht, das Dienstgewicht auf den maximal zulässigen Wert zu bringen. Das heißt, bei einem zulässigen Achsdruck von 21 Tonnen wird das gewünschte Dienstgewicht für eine vierachsige Lokomotive knapp unter 84 Tonnen betragen.
Das im bahntechnischen Fachbegriff Dienstgewicht enthaltene Wort „Gewicht“ ist physikalisch nicht präzise. Mit Dienstgewicht ist im physikalischen Sinne die Masse gemeint und nicht etwa die Gewichtskraft, es wird entsprechend auch in Maßeinheiten der Masse angegeben (Kilogramm, Tonne).